# Забужжя (Тульчинський район)

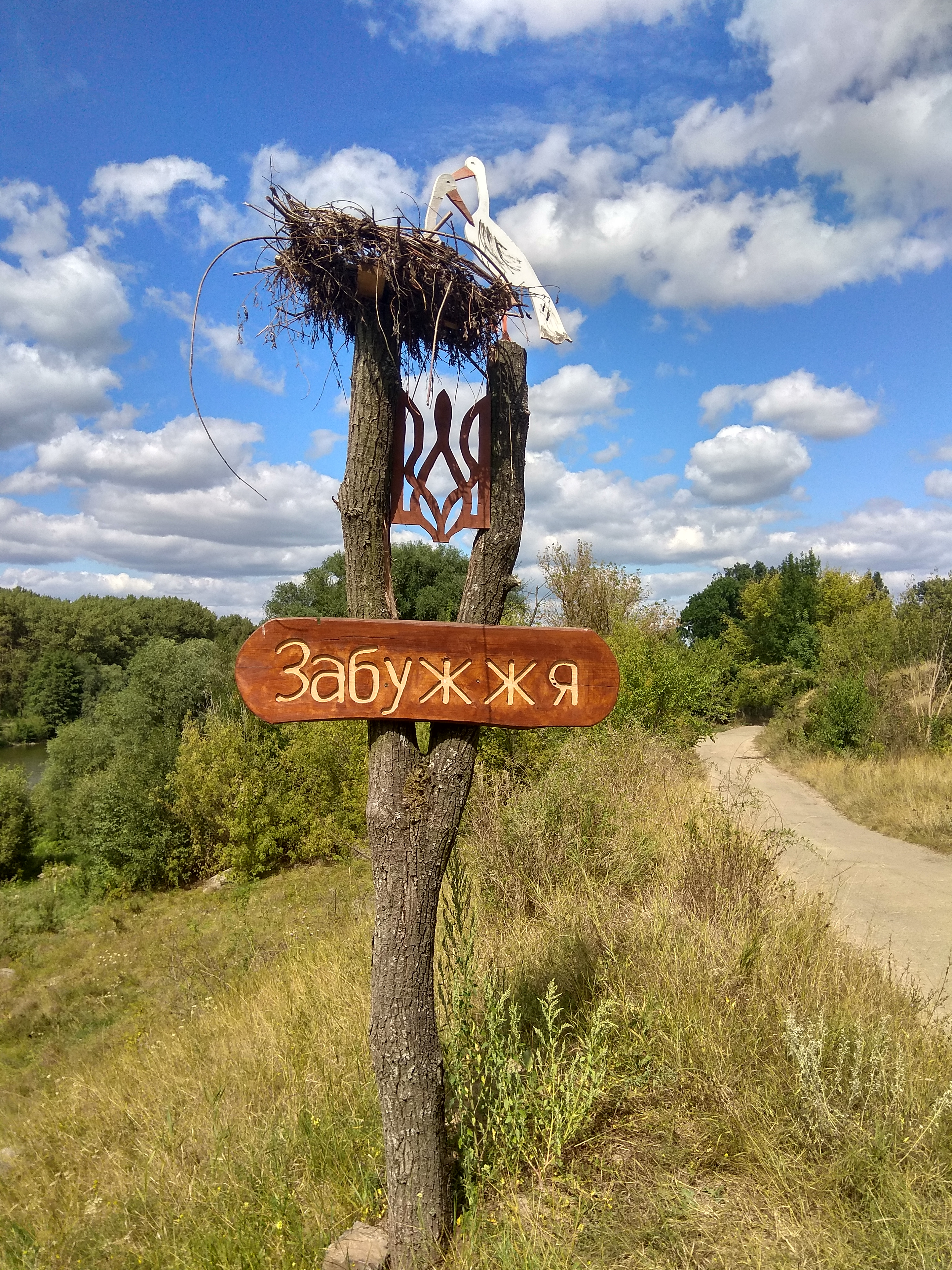
В'їзний знак

Забу́жжя — село в Україні, у Брацлавській селищній громаді Тульчинського району Вінницької області. Населення становить 305 осіб.

## Історія
Назва села походить від річки Південний Буг а село знаходиться за Бугом, з часом стали називати Забужжя
7 (20) листопада 1917 року, відповідно до Третього Універсалу Української Центральної Ради, увійшло до складу Української Народної Республіки.
У 1932–1933 роках Забужжя постраждало від Голодомору. За свідченнями очевидців кількість померлих від голоду склала щонайменше 15 осіб.
12 червня 2020 року, відповідно до Розпорядження Кабінету Міністрів України від  № 707-р «Про визначення адміністративних центрів та затвердження територій територіальних громад Вінницької області», увійшло до складу Брацлавської селищної громади.
19 липня 2020 року, в результаті адміністративно-територіальної реформи та ліквідації Немирівського району, село увійшло до складу Тульчинського району.

## Населення
За даними перепису 2001 року населення села становило 305 осіб, з них 97,38 % зазначили рідною українську мову, а 2,62 % — російську.